# Espace séquentiel
En mathématiques, un espace séquentiel est un espace topologique dont la topologie est définie par l'ensemble de ses suites convergentes. C'est le cas en particulier pour tout espace à base dénombrable.

## Définitions
Soit X un espace topologique. 
- Un sous-ensemble U de X est dit « séquentiellement ouvert » si toute suite (xn) de X qui converge vers un point de U « appartient à U à partir d'un certain rang »[1].
- Un sous-ensemble F de X est dit « séquentiellement fermé » si la convergence d'une suite (xn) de F vers x implique que x appartient à F.

Le complémentaire d'un sous-ensemble séquentiellement fermé est séquentiellement ouvert et vice-versa. Tout ouvert (resp. fermé) de X est séquentiellement ouvert (resp. fermé) mais les réciproques sont fausses en général, ce qui motive la définition suivante.
L'espace X est dit séquentiel s'il satisfaisait l'une des conditions équivalentes suivantes :
- tout sous-ensemble séquentiellement ouvert de X est ouvert ;
- tout sous-ensemble séquentiellement fermé de X est fermé.

## Historique
Dans un article fondateur sur les algèbres qui portent son nom, von Neumann soulignait que, dans l'espace ℓ2(ℕ*) muni de la topologie faible, 0 est adhérent à l'ensemble des em + men mais n'appartient pas à sa fermeture séquentielle (car ses suites convergentes sont bornées en norme donc m est constant à partir d'un certain rang).
Les espaces « qui peuvent être définis complètement ne connaissant que leurs suites convergentes » ont fait dans les années 1960 l'objet de nombreuses études, que S. P. Franklin a synthétisées et généralisées,.
Les espaces séquentiels répondent un peu à cette spécification informelle et les espaces de Fréchet-Urysohn un peu mieux, à condition de ne pas la surinterpréter : par exemple sur l'espace ℓ1, la topologie forte est strictement plus fine que la faible mais les suites convergentes sont les mêmes.

## Définitions équivalentes
Soit X un espace topologique.
Les sous-ensembles séquentiellement ouverts forment une nouvelle topologie sur X ; l'espace est séquentiel si et seulement si sa « topologie séquentielle » (plus fine a priori) coïncide avec sa topologie originelle.
Moins trivialement, les propriétés suivantes sont équivalentes :
- X est séquentiel ;
- X est le quotient d'un espace à bases dénombrables de voisinages ;
- X est le quotient d'un espace métrique ;
- pour tout espace topologique Y et toute application f : X → Y, f est continue si (et seulement si) elle est séquentiellement continue en tout point x de X, c'est-à-dire que pour toute suite de points (xn) convergeant vers x, la suite (f(xn)) converge vers f(x).

## Exemples
- Tout espace métrisable est séquentiel, en particulier tout espace discret.
- Tout CW-complexe aussi (comme quotient d'un espace métrique), sans être nécessairement à bases dénombrables de voisinages (cf. le bouquet de cercles ℝ/ℤ).
- Un exemple simple d'espace non séquentiel est la topologie codénombrable sur un ensemble infini non dénombrable (ses seules suites convergentes sont les suites stationnaires).

## Propriétés
Pour un espace T1 séquentiel, la compacité séquentielle équivaut à la compacité dénombrable.
Tout espace séquentiel est dénombrablement engendré, ou d'étroitesse dénombrable (en anglais : countably tight) – c'est-à-dire que tout point adhérent à une partie est adhérent à une sous-partie au plus dénombrable – mais la réciproque est fausse : il existe même des espaces séparés dénombrables non séquentiels, et sous l'hypothèse ♢ (en), il existe même des compacts dénombrablement étroits mais non séquentiels. Cependant, sous l'hypothèse du forcing propre (en), il n'en existe pas.

## Adhérence séquentielle
En anglais «sequential closure»; on verra ci-dessous que traduire littéralement par «fermeture séquentielle» serait maladroit.
Soit un sous-ensemble {\displaystyle A\subset X} d'un espace {\displaystyle X}, l'adhérence séquentielle {\displaystyle \left[A\right]_{\mbox{seq}}} est l'ensemble :
c'est-à-dire l'ensemble de tous les points {\displaystyle x\in X} pour lesquels il existe une suite d'éléments de {\displaystyle A} qui converge vers {\displaystyle x}. (C'est un sous-ensemble de l'adhérence ordinaire {\displaystyle {\bar {A}}}.)
Une partie est donc séquentiellement fermée si et seulement si elle est égale à son adhérence séquentielle.
L'application
est appelée opérateur de fermeture séquentielle.
Elle partage des propriétés avec l'adhérence ordinaire, notamment :
- l'ensemble vide est séquentiellement fermé :{\displaystyle \left[\varnothing \right]_{\mbox{seq}}=\varnothing }
- toute partie est incluse dans sa fermeture séquentielle :{\displaystyle \forall A\subset X,~A\subset \left[A\right]_{\mbox{seq}}}
- la fermeture séquentielle commute avec l'union :{\displaystyle \forall A,B\subset X,~\left[A\cup B\right]_{\mbox{seq}}=\left[A\right]_{\mbox{seq}}\cup \left[B\right]_{\mbox{seq}}.}

Cependant, contrairement à l'adhérence ordinaire et même si X est séquentiel, l'opérateur de fermeture séquentielle n'est généralement pas un opérateur de clôture mais seulement de préclôture car il n'est pas idempotent, c'est-à-dire qu'il peut exister une partie A de X telle que :
Autrement dit :  l'adhérence séquentielle  d'une partie A de X n'est pas toujours séquentiellement fermée.
La plus petite partie séquentiellement fermée de X contenant A (l'adhérence de A pour la « topologie séquentielle » définie ci-dessus) s'obtient en itérant cette construction par récurrence transfinie :
On appelle ordre séquentiel de la partie A le plus petit ordinal α pour lequel A(α) est séquentiellement fermé et ordre séquentiel de l'espace X la borne supérieure des ordres séquentiels de ses parties. Ces ordres sont au plus égaux au premier ordinal non dénombrable.
Si X est séquentiel on a donc :

## Espace de Fréchet-Urysohn
Les espaces de Fréchet-Urysohn – d'après Maurice Fréchet et Pavel Urysohn – sont ceux pour lesquels l'adhérence séquentielle coïncide avec l'adhérence ordinaire, c'est-à-dire :
Autrement dit : ce sont les espaces séquentiels dont l'ordre séquentiel est égal à 1.
Un espace est de Fréchet-Urysohn si et seulement si chacun de ses sous-espaces est séquentiel.
Également, un espace X est de Fréchet-Urysohn si et seulement si, pour tout espace topologique Y, toute application f : X → Y et tout point x de X, f est continue au point x si (et seulement si) elle est séquentiellement continue en ce point, c'est-à-dire si f(un) tend vers f(x) pour toute suite (un) qui tend vers x.
Exemples.
- Tout espace à bases dénombrables de voisinages est de Fréchet-Urysohn.
- Un exemple d'espace de Fréchet-Urysohn qui n'est pas à bases dénombrables de voisinages est le bouquet de cercles ℝ/ℤ.
- Le prototype d'espace séquentiel qui n'est pas de Fréchet-Urysohn est l'espace d'Arens[15]. Plus précisément : un espace séquentiel est de Fréchet-Urysohn si et seulement s'il ne contient pas de copie de cet espace[8] et on peut l'utiliser pour construire, pour tout ordinal α ≤ ω1, un espace séquentiel dont l'ordre séquentiel est égal à α[16].